# The Voice (programa de televisión estadounidense)
The Voice es un concurso de talentos y competencia de canto estadounidense, basado en el original The Voice of Holland de Países Bajos y perteneciente a la franquicia The Voice, que se estrenó por NBC el 26 de abril de 2011 y ha sido ganador de un Premio Emmy. Se han emitido 27 temporadas y el programa tiene como objetivo encontrar talento vocal sin contrato discográfico (solistas o duetos, profesionales y aficionados), entre cantantes aspirantes seleccionados a través de audiciones públicas. Los cantantes deben tener al menos 13 años de edad para competir y el ganador es determinado por votaciones a través de teléfonos, internet, SMS e iTunes Store mediante los sencillos de cada concursante. El ganador recibe 100 000 dólares y un contrato de grabación con Universal Music Group. 
Hasta la fecha ha habido veintisiete ganadores: Javier Colon, Jermaine Paul, Cassadee Pope, Danielle Bradbery, Tessanne Chin, Josh Kaufman, Craig Wayne Boyd, Sawyer Fredericks, Jordan Smith, Alisan Porter, Sundance Head, Chris Blue, Chloe Kohanski, Brynn Cartelli, Chevel Shepherd, Maelyn Jarmon, Jake Hoot, Todd Tilghman, Carter Rubin, Cam Anthony, Girl Named Tom, Bryce Leatherwood, Gina Miles, Huntley, Asher HaVon, Sofronio Vasquez y Adam David. Entre los concursantes notables que no ganaron pero que posteriormente tuvieron éxito en las listas de Billboard están: Morgan Wallen, Melanie Martinez, Libianca, Christina Grimmie, Loren Allred, Nicolle Galyon, Koryn Hawthorne y Fousheé.

## Historia
Una adaptación de The Voice of Holland y parte de la franquicia The Voice, NBC anunció The Voice of America el diciembre de 2010; el nombre, fue reducido enseguida, a The Voice. En cada temporada, el ganador recibe $100,000 y un contrato de grabación con Universal Republic Records (temporadas 1 y 2), y Universal Music Group (desde la temporada 3).
The Voice se estrenó el 26 de abril de 2011; tuvo el índice de audiencia en la categoría 18–49 más alto para una serie en una gran productora luego de que Undercover Boss debutara después del Super Bowl en febrero del 2010. Se convirtió en la primera serie nueva de primetime de la temporada (de ABC, CBS, NBC, o Fox) que incrementó el total de espectadores en la categoría 18–49 de la primera semana a la segunda. Como consecuencia del gran poder de The Voice, NBC ofreció expandir los episodios en vivo a dos horas comenzando el 7 de junio, siguiendo a America's Got Talent, y agregó además, un episodio de resultados. El final de temporada se emitió el 29 de junio de 2011. La segunda temporada se estrenó el 5 de febrero de 2012, luego del Super Bowl XLVI. Esa temporada, Kia Motors, Sprint, y Starbucks se convirtieron en los esponsores oficiales de The Voice. La tercera temporada se estrenó el 10 de septiembre de 2012. La cuarta temporada comenzó el 25 de marzo de 2013 con reemplazos en el jurado, Shakira y Usher.

### The Voice Kids
En 2012, la cadena RTL Netherlands, introdujo una versión de niños en Holanda de The Voice llamada The Voice Kids. Fabiënne Bergmans ganó la primera temporada de este show. La segunda temporada debutó el 21 de diciembre de 2012. La final se produjo el 15 de febrero de 2013. Laura van Kaam ganó esta segunda temporada. Los jueces de estas dos temporadas fueron Angela Groothuizen, el dúo holandés Nick & Simon y Marco Borsato.
En 2013, la cadena de habla hispana Telemundo introdujo su propia versión del show infantil para Estados Unidos, y la llamó 'La Voz Kids, con la participación de niños de entre 7 y 14 años. Los premios incluyeron $50 000 dólares para ser utilizados en la educación y un contrato de grabación con Universal Music Group. El show debutó el 5 de mayo de 2013 y estuvo presentado por Jorge Bernal y Daisy Fuentes. Los entrenadores del show fueron Prince Royce, Paulina Rubio y Roberto Tapia. Luego de 13 episodios, finalizó el 28 de julio de 2013.

## Formato

### Audiciones a ciegas
Cada temporada comienza con las audiciones a ciegas (blind auditions), en donde los coaches forman sus equipos, los cuales entrenarán y guiarán a lo largo de la temporada. Las sillas de los jueces se encuentran de frente al público durante la actuación de cada aspirante; aquellos interesados en algún artista, presionan un botón, girando la silla y poniéndose de frente al artista, al mismo tiempo que se ilumina la parte inferior de la misma, en donde se lee la leyenda «I Want You». Luego de concluida la presentación, el artista ingresa directamente al equipo del juez que se interesó, o en caso de que más de un coach se haya interesado, decide a qué equipo ingresará. En la temporada 14, la opción de “bloqueo” se agregó. El coach puede bloquear a otro juez antes de girar la silla por un concursante, solo puede oprimir ese botón una vez.

### Ronda de Batallas
En la «ronda de batallas», cada juez agrupa en parejas a los miembros de su equipo, para que enfrenten cantando la misma canción. Sólo uno de ellos avanza a la siguiente ronda. En cada temporada, cada coach recibe la ayuda de mentores invitados. Un nuevo elemento fue incorporado en la tercera temporada; cada coach recibió dos «robos», los cuales les permiten salvar e incorporar a sus equipos a concursantes eliminados por otros entrenadores durante esta ronda. En la temporada 14 un nuevo elemento fue incorporado; cada juez además de un «robo» tendría un «rescate», que consiste en que cada coach podrá salvar a la persona que perdió la batalla regresándola a ese mismo equipo.

### Ronda Knockout
La ronda Knockout también fue introducida en la tercera temporada. Una pareja de artistas del mismo equipo son seleccionados para realizar actuaciones en el mismo momento. Cada artista tiene la posibilidad de elegir su propia canción, y reciben además, la ayuda y consejos de sus entrenadores. Al final de ambas presentaciones, cada entrenador selecciona a uno de ellos para que avance a la siguiente ronda. Cada juez recibe dos «robos», los cuales les permiten salvar e incorporar a sus equipos a concursantes eliminados por otros coaches durante esta ronda. A partir de la temporada 14, incluyeron la opción de «Salvar», el juez puede salvar solo a 1 participante que haya eliminado en el mismo Knockout.

### Los playoff
En los playoff los artistas se presentan individualmente en rondas por equipos. Cada entrenador al finalizar la ronda de sus artistas debe seleccionar a 3 (de un total de 6) para que continúen a la siguiente etapa: shows en vivo, top 12.

### Showsen vivo
Los shows en vivo son parte de la última ronda de la competencia, en la cual los artistas se presentan en forma semanal, sometidos a la votación del público, hasta el momento del anuncio del ganador. Los jueces tienen el poder de salvar a algún artista que no haya recibido el voto del público esa semana. En la segunda temporada, estos concursantes debían actuar una última vez para ganarse la salvación de los entrenadores. Aun así, al momento de seleccionar a aquellos que avancen a la final, el voto de la audiencia y de los jueces, tuvo la misma importancia y poder siendo un 50/50. Con un artista por cada equipo, en la final todos se enfrentaron para obtener el voto del público, el cual decidiría al ganador. En las primeras dos temporadas, un artista de cada equipo avanzaría a la final. Pero debido a la posibilidad de que existieran múltiples potenciales ganadores dentro del mismo equipo, las eliminación se ajustaron y aquellos con la menor cantidad de votos serían los eliminados, de modo que ningún juez tiene la garantía de que su equipo tendrá representación en la final.

### Lanzamiento de música y métodos de votación
Por primera vez en una competencia de canto, NBC y Universal Republic Records ofrecieron a los fanes la posibilidad de votar por sus artistas favoritos comprando la versión de estudio de cada presentación semanal a través del iTunes Store. Otras alternativas de votación incluyen el llamado telefónico a 1-855-Voice-## (86423), mensajes de texto (provistos por Sprint), y a través de votos en línea en NBC.com y Facebook. En cada método, cada usuario puede realizar sólo 10 votos. Las votaciones duran hasta 12 horas después de finalizadas las presentaciones. Desde la temporada 11 las votaciones se hacen en vivo durante las presentaciones, a través del Twitter y/o una aplicación oficial de la cadena NBC «The Voice» que se puede descargar en App Store, Google Play y Amazon Fire. Mediante los métodos descritos el público en general apoya a su artista favorito o determina a cual artista quiere salvar.

## Presentador y jueces

### Presentador
Carson Daly ha sido el presentador del show desde su primera temporada. Alison Haislip participó como la primera corresponsal de las redes sociales y del detrás de escena. pero fue reemplazada por Christina Milian desde la segunda hasta la cuarta temporada. Milian no regresó en la quinta temporada.

### Coaches
Cee Lo Green y Adam Levine (líder de Maroon 5) fueron los primeros jueces confirmados en febrero de 2011, seguidos por Christina Aguilera y Blake Shelton en marzo. Aguilera y Green dejaron el show luego de tres temporadas, para dedicarse a sus respectivas carreras, siendo reemplazados por Shakira y Usher en la cuarta temporada. Shakira y Usher anunciaron que luego de esta temporada, abandonarían sus lugares. Aguilera y Green fueron confirmados como regresos en la quinta temporada. Shakira y Usher regresaron para la sexta temporada. El 31 de marzo de 2014, se anunció que Pharrell Williams se convertiría en el reemplazo de Green. El 19 de abril de 2014, se anunció que No Doubt reemplazaría a Aguilera en la séptima temporada debido a su embarazo. El 20 de mayo de 2014, Shakira y Usher dieron a conocer que después de la sexta temporada, se centrarían en su música.  El 25 de marzo de 2016, Miley Cyrus confirmó que, tras su papel como asesora clave durante la décima temporada, se uniría a la serie una vez más en su undécima temporada como coach.  Ese mismo día, también se anunció que Alicia Keys,  sería coach de la undécima temporada. El 18 de octubre de 2016, se reveló que Stefani se reincorporaría al panel de coaches para la duodécima temporada de la serie, junto con Keys, Levine y Shelton; también se confirmó que Cyrus regresaría para la decimotercera temporada.
El 27 de abril de 2017, en una entrevista publicada por la empresa TV Insider, Keys confirmó que la duodécima temporada sería su última en el programa. Afirmó: «Quién sabe lo que depara el futuro, pero sé que esta es mi última temporada». El 10 de mayo de 2017, NBC anunció que Jennifer Hudson se uniría a la alineación de coaches para la decimotercera temporada de la serie junto a Cyrus, Levine y Shelton. El 11 de mayo de 2017, se dio a conocer que Kelly Clarkson, sería una nueva coach en la temporada catorce en 2018. El 18 de octubre de 2017, NBC reveló que Alicia Keys regresaría a la serie para la decimocuarta temporada. El 10 de mayo de 2018, se anunció que Hudson regresaría para la decimoquinta temporada de la serie después de un descanso de una temporada uniéndose a Clarkson, Levine y Shelton. Kelsea Ballerini también se unió a la quinta temporada como el quinto coach de la «Comeback Stage» de la competición. El 13 de septiembre de 2018, John Legend fue anunciado como coach para la decimosexta temporada del programa, junto con los entrenadores que regresaban Clarkson, Levine y Shelton. El 25 de febrero de 2019, se reveló que Bebe Rexha sería coach de la «Comeback Stage» de la temporada 16.
En mayo de 2019, se dio a conocer que los cuatro coaches de la misma decimosexta temporada volverían para la temporada diecisiete de la serie. Más tarde ese mes, se anunció que Levine saldría de la serie; posteriormente, fue confirmado que Stefani regresaría al panel como su sucesor. En octubre de 2019, se anunció que Nick Jonas se uniría al programa como coach para su decimoctava temporada, junto con Shelton, Clarkson y Legend. En junio de 2020, se confirmó que Stefani regresaría al panel de coaches, reemplazando a Jonas, para la decimonovena temporada, junto con los que regresaban de la temporada pasada Shelton, Clarkson y Legend. En noviembre del mismo año, se anunció que Stefani volvería a abandonar el panel antes de su vigésima temporada, y que sería reemplazado por un Jonas que regresaría. En marzo de 2021, se dio a conocer que Ariana Grande reemplazaría a Jonas para la temporada veintiuna junto a los coaches que regresaban Clarkson, Legend y Shelton. En mayo de 2022, se anunció que Stefani regresaría al panel para la temporada veintidós junto con los coaches que regresaban Legend y Shelton. Posteriormente, se confirmó que Clarkson tampoco volvería a la serie en 2022, mientras que Camila Cabello se uniría al panel como nueva coach. El 11 de octubre de 2022, se dio a conocer que Shelton y Clarkson regresarían para la temporada 23, junto con los nuevos coaches. También se anunció que Shelton dejaría el programa después de la temporada 23.
El 12 de mayo de 2023, NBC anunció que el programa regresaría para la temporada número 24 en otoño del mismo año. Al día siguiente, se confimó que Reba McEntire, se uniría al panel junto con los coaches que regresaban Horan, Legend y Stefani.  El 21 de junio de 2023, NBC dio a conocer que el programa regresaría para una vigésima quinta temporada que se emitió en la primavera de 2024, en la que se presentaría por primera vez una silla doble en la historia del show. Al día siguiente, se anunció que Dan + Shay se uniría al panel como el primer dúo de coaches en la versión estadounidense, junto con los que regresaban de la temporada anterior Legend, Chance the Rapper y McEntire. El 10 de mayo de 2024, NBC confirmó que el programa regresaría para una vigésimo sexta temporada que se estrenó en otoño de 2024. El 13 de mayo de 2024, se reveló que McEntire y Stefani regresarían como coaches para la temporada 26, mientras que los nuevos entrenadores, Snoop Dogg, y Michael Bublé, reemplazarían a Legend y Chance the Rapper.
El 4 de junio de 2024, se anunció que el programa había sido renovado para una temporada número 27 que saldría al aire en la primavera de 2025. Al día siguiente, se dio a conocer que Levine regresará al panel después de una pausa de 10 temporadas, junto con los coaches de la temporada anterior Bublé y Legend, mientras que el preparador de la decimoquinta temporada del «Comeback Stage», Kelsea Ballerini, se uniría al panel como coach principal. El 23 de abril de 2025, se anunció que Snoop Dogg regresará al panel después de una pausa de una temporada para la vigésimo octava temporada. El 12 de mayo de 2025, se anunció que Bublé, Horan y McEntire volverían para la temporada 28. Esta es también la primera vez desde la vigésima temporada que no se presenta a un nuevo coach.

El 22 de julio de 2025, se confirmó que la temporada 29 se llevaría a cabo y que saldría al aire en la primavera de 2026. Por primera vez en la historia del programa, el panel constará de solo tres coaches: Legend, Levine y Clarkson. Además, esta temporada será la primera en la que no volverán jueces de la temporada anterior para la próxima temporada. La temporada también se denomina «Batalla de Campeones» debido a los récords ganadores de los coaches.

Galería
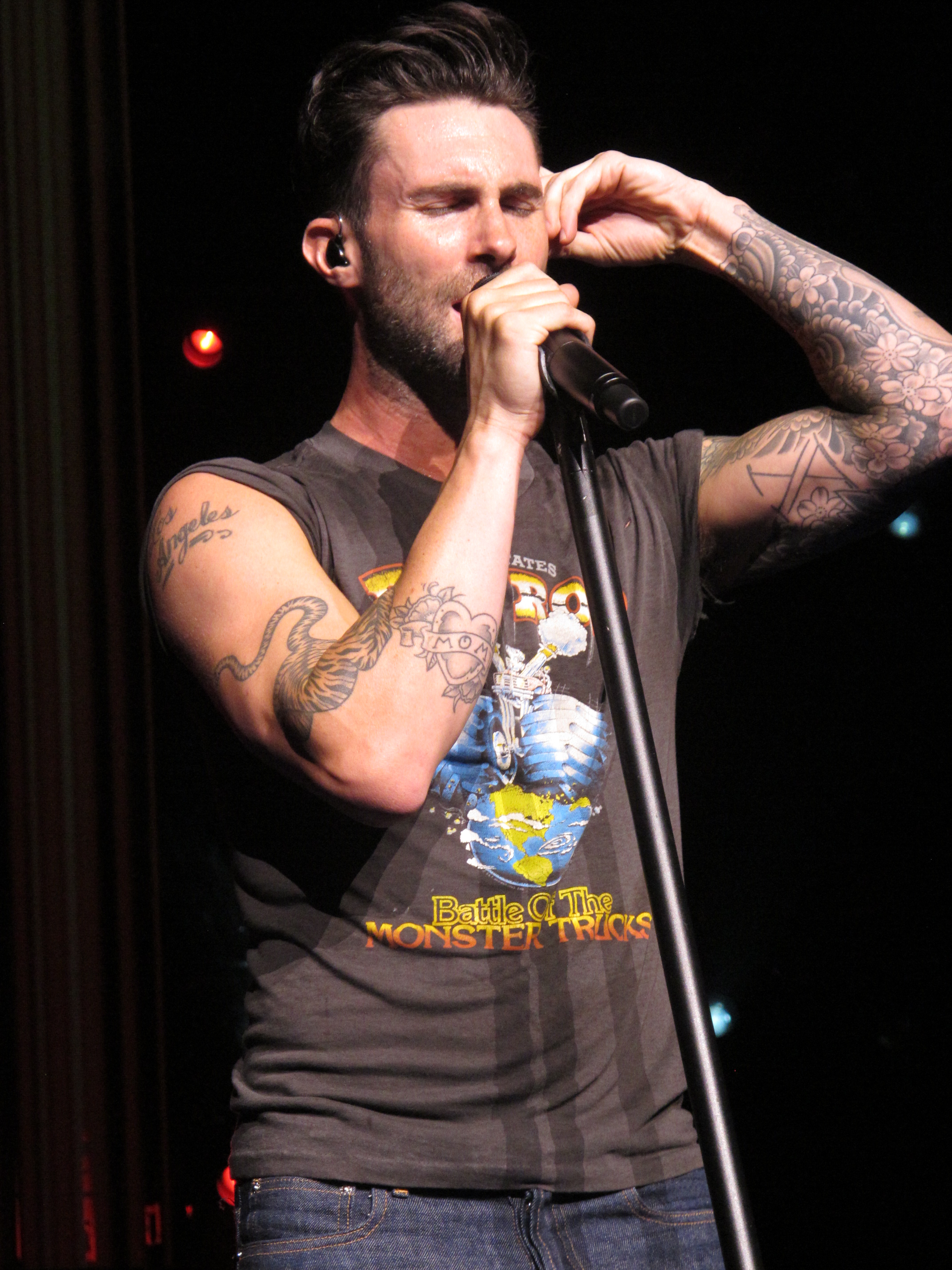
Adam Levine ( 1 - 16, 27 )
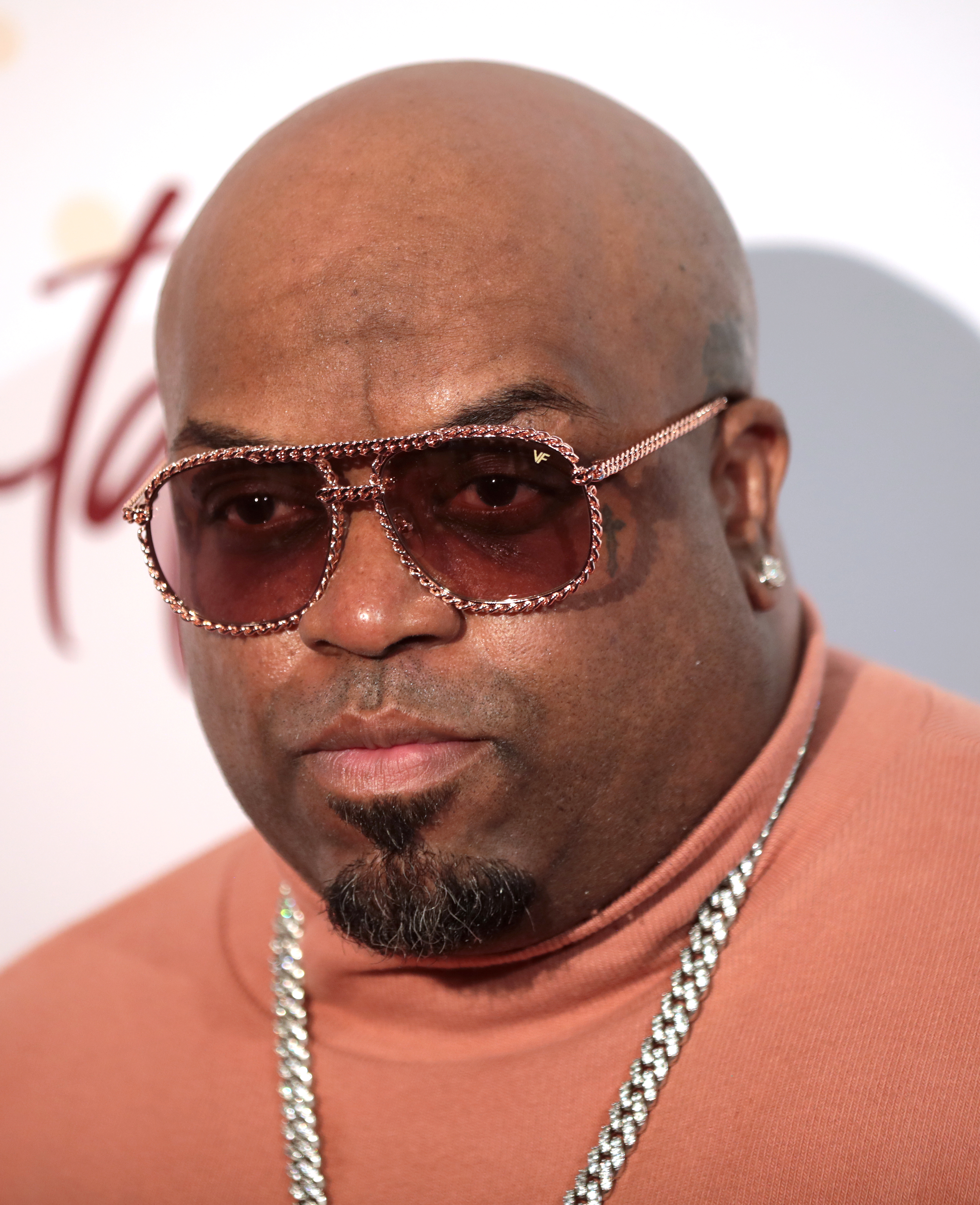
CeeLo Green ( 1 - 3, 5 )
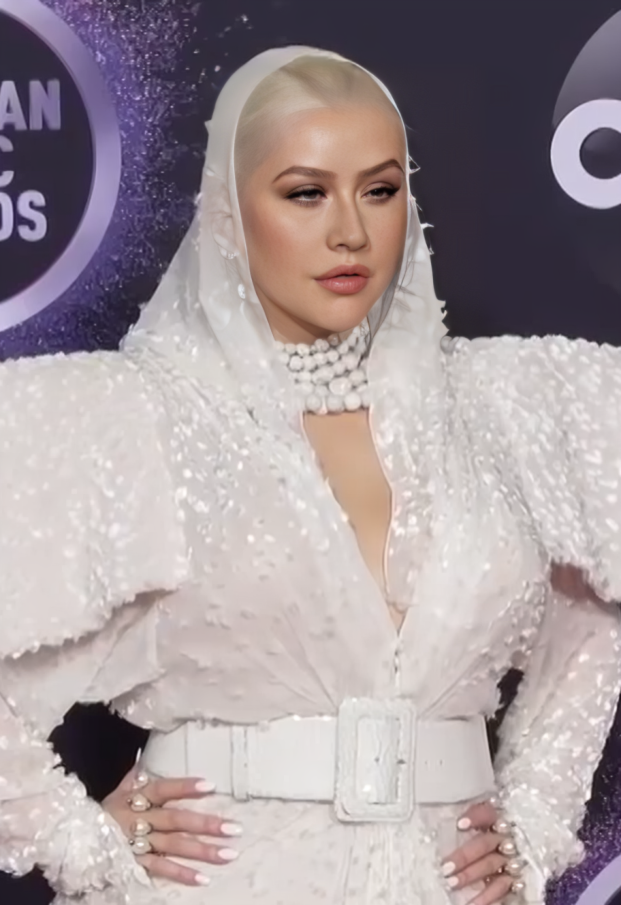
Christina Aguilera ( 1 - 3, 5, 8, 10)
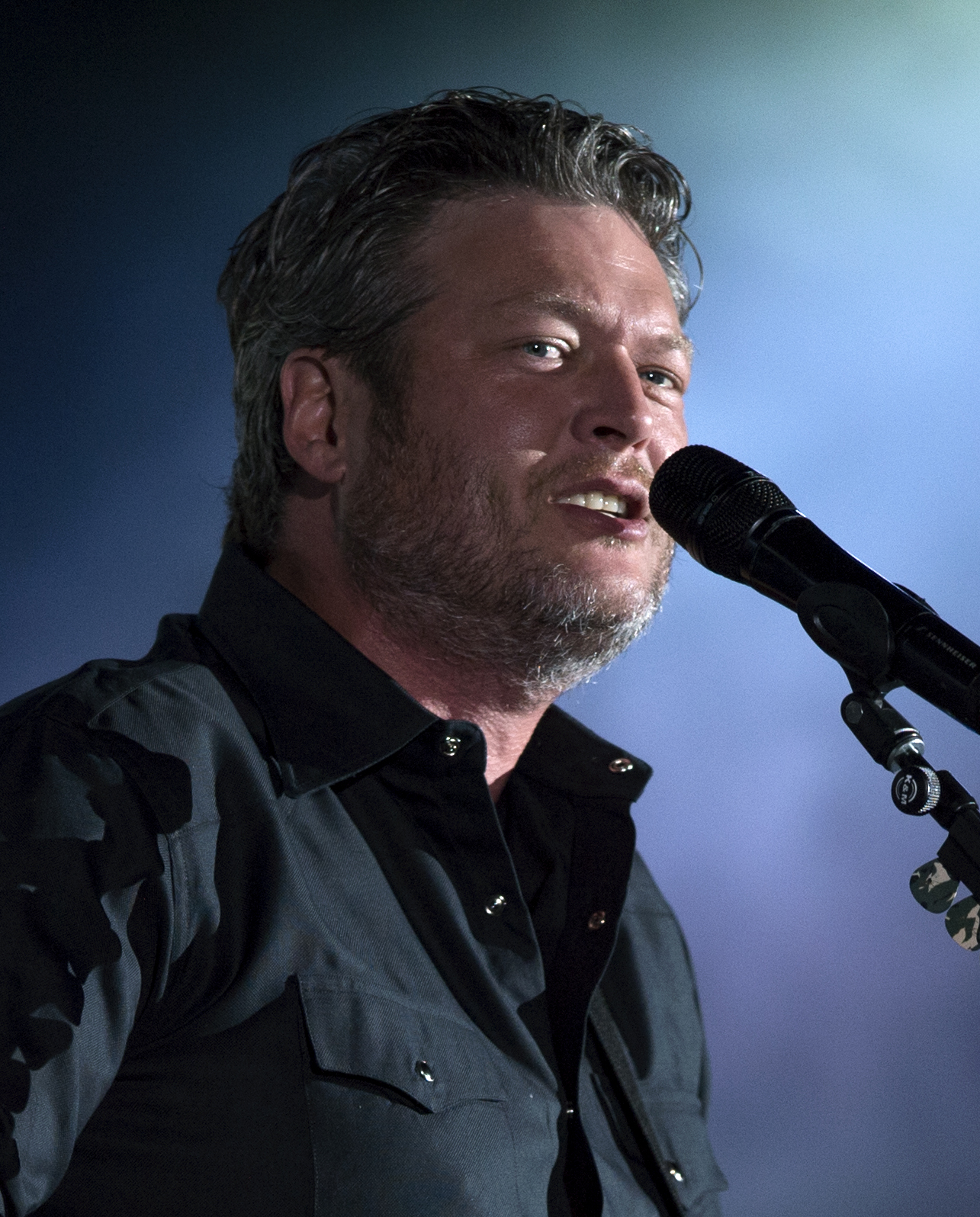
Blake Shelton ( 1 - 23 )
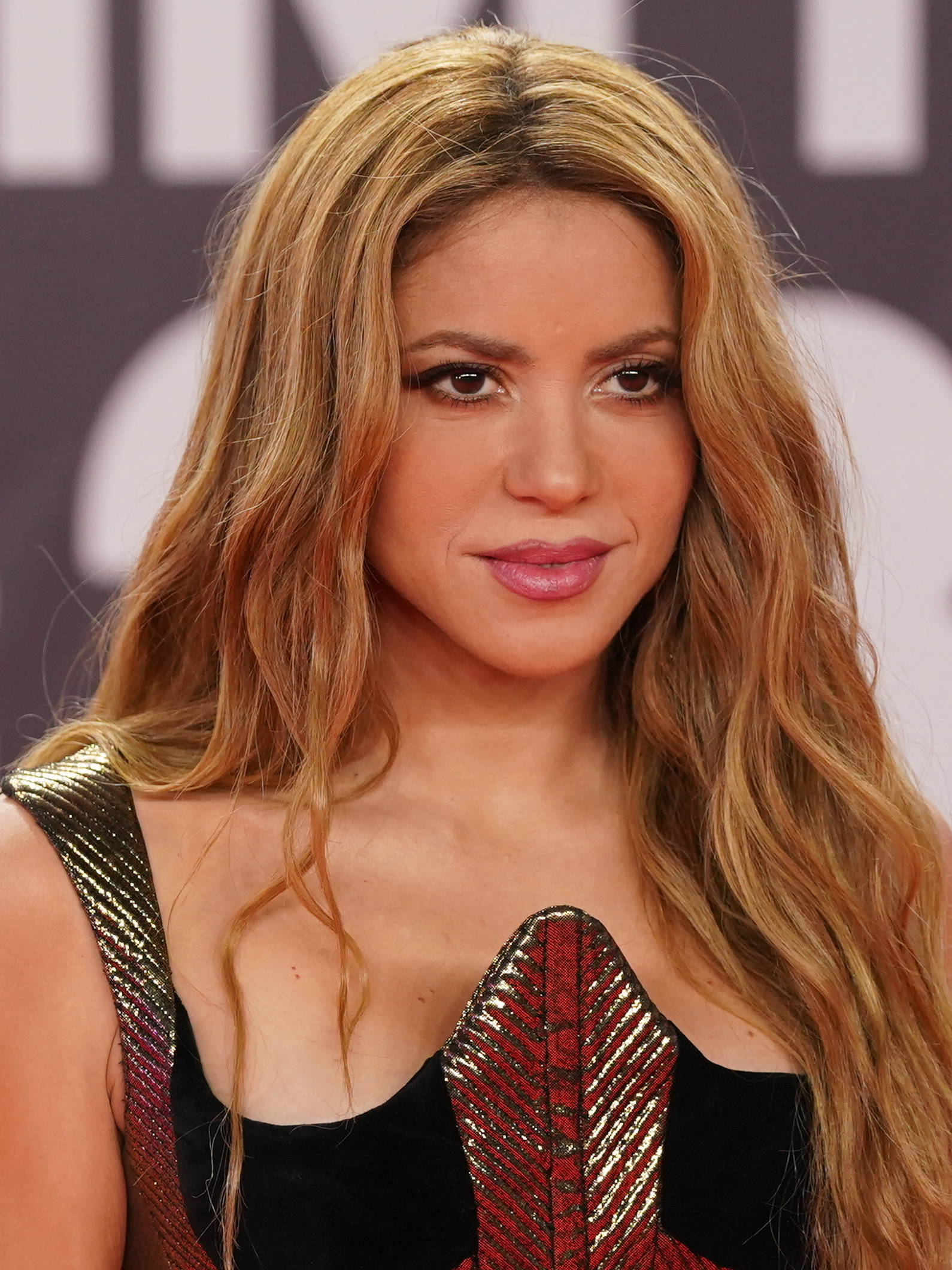
Shakira ( 4 - 6 )
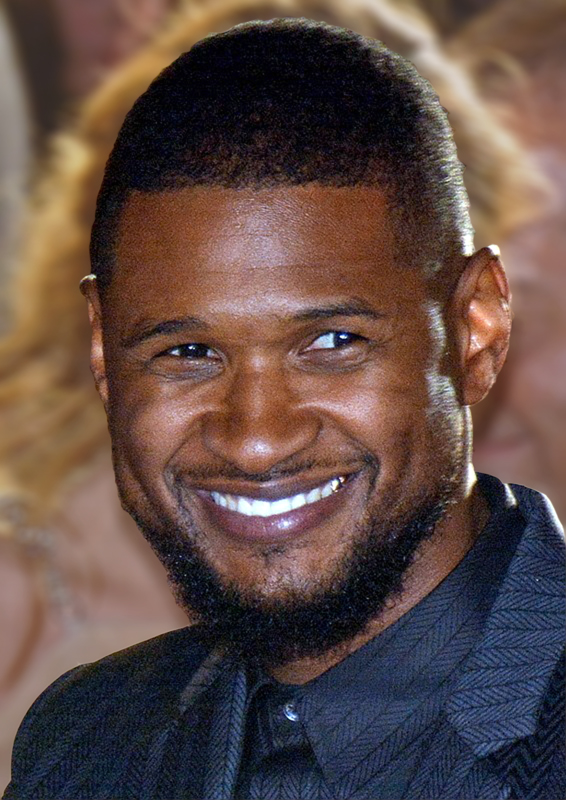
Usher ( 4 - 6 )
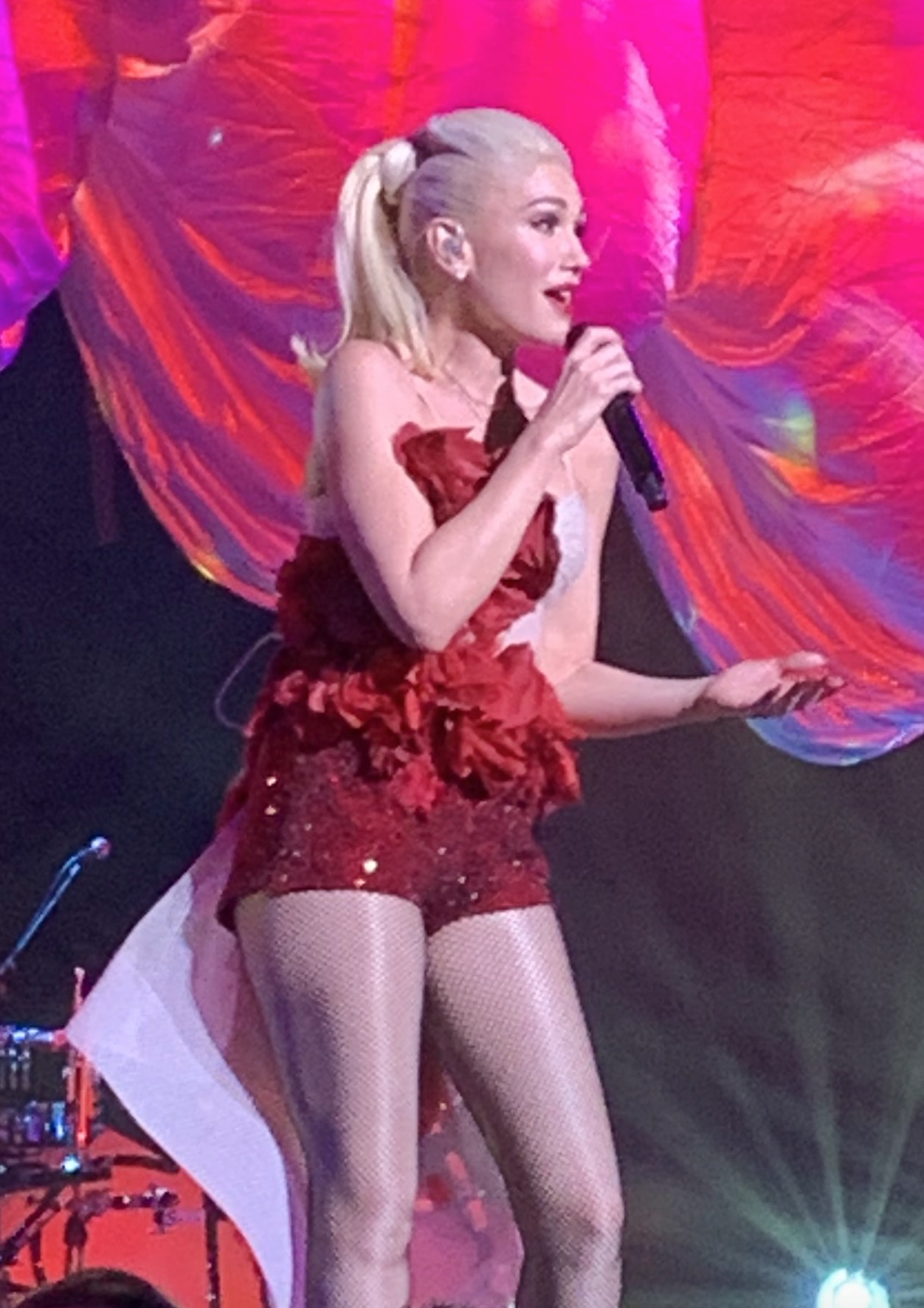
Gwen Stefani ( 7, 9, 12, 17, 19, 22, 24, 26 )
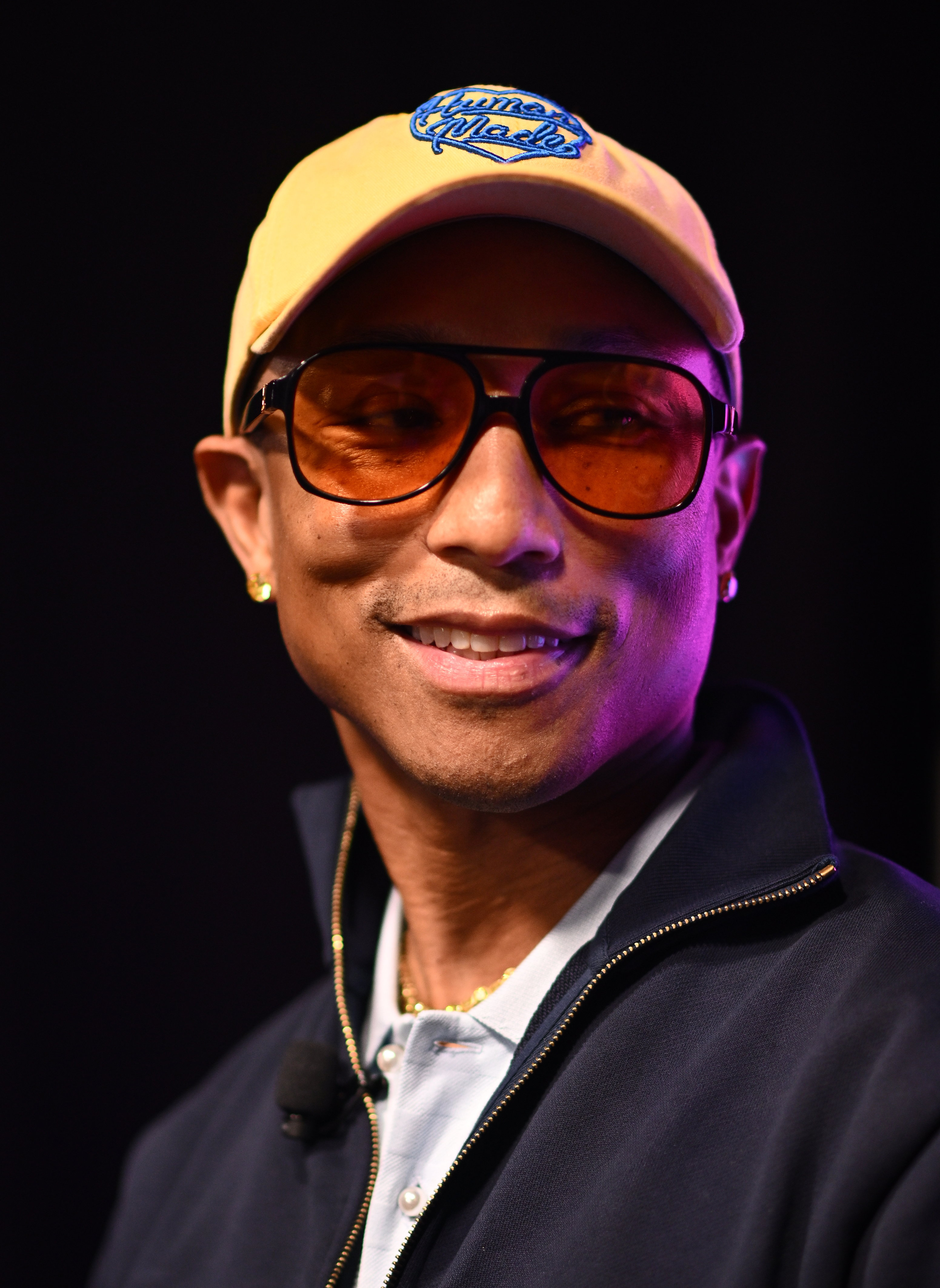
Pharrell Williams ( 7 - 10 )
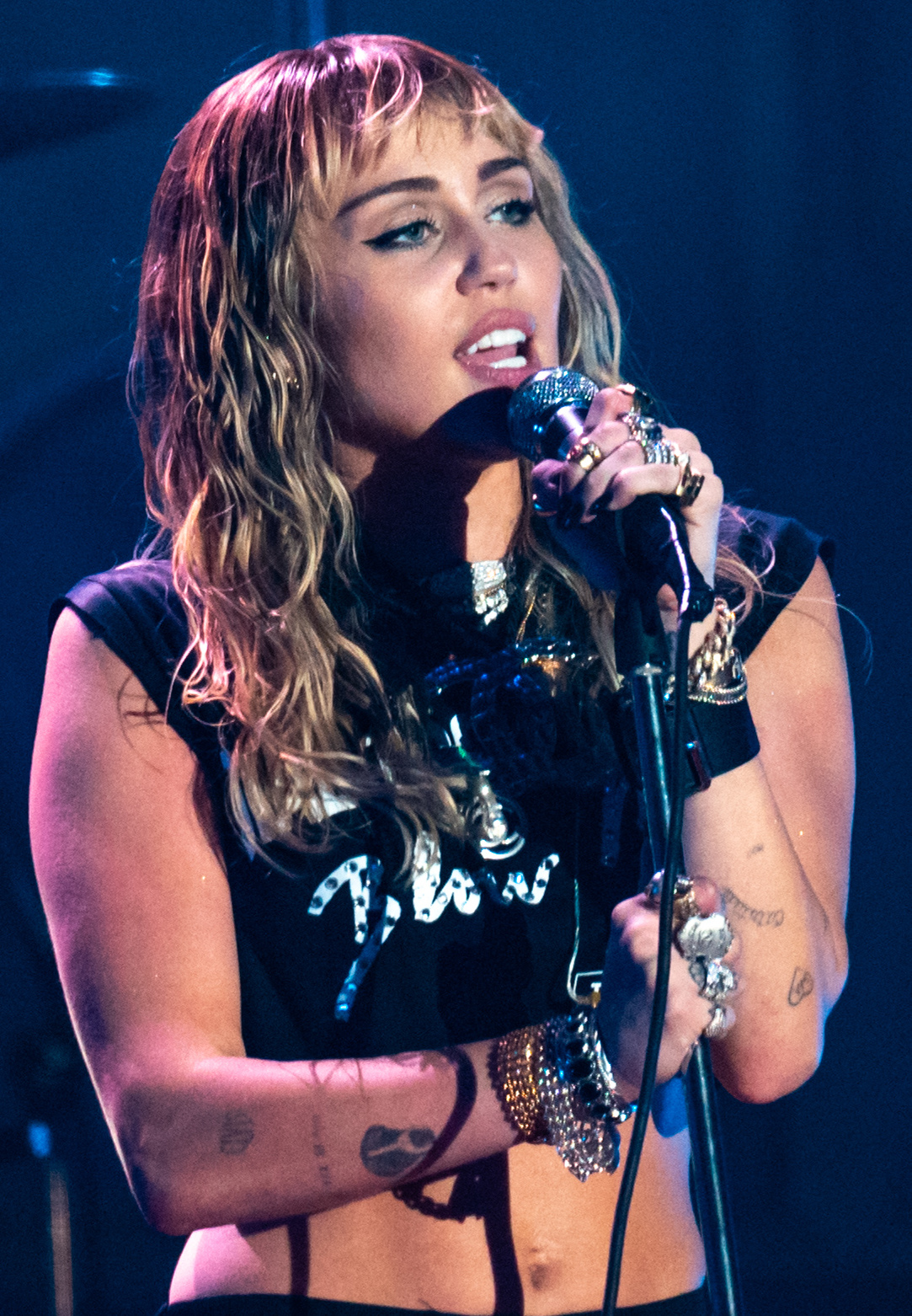
Miley Cyrus ( 11 , 13 )
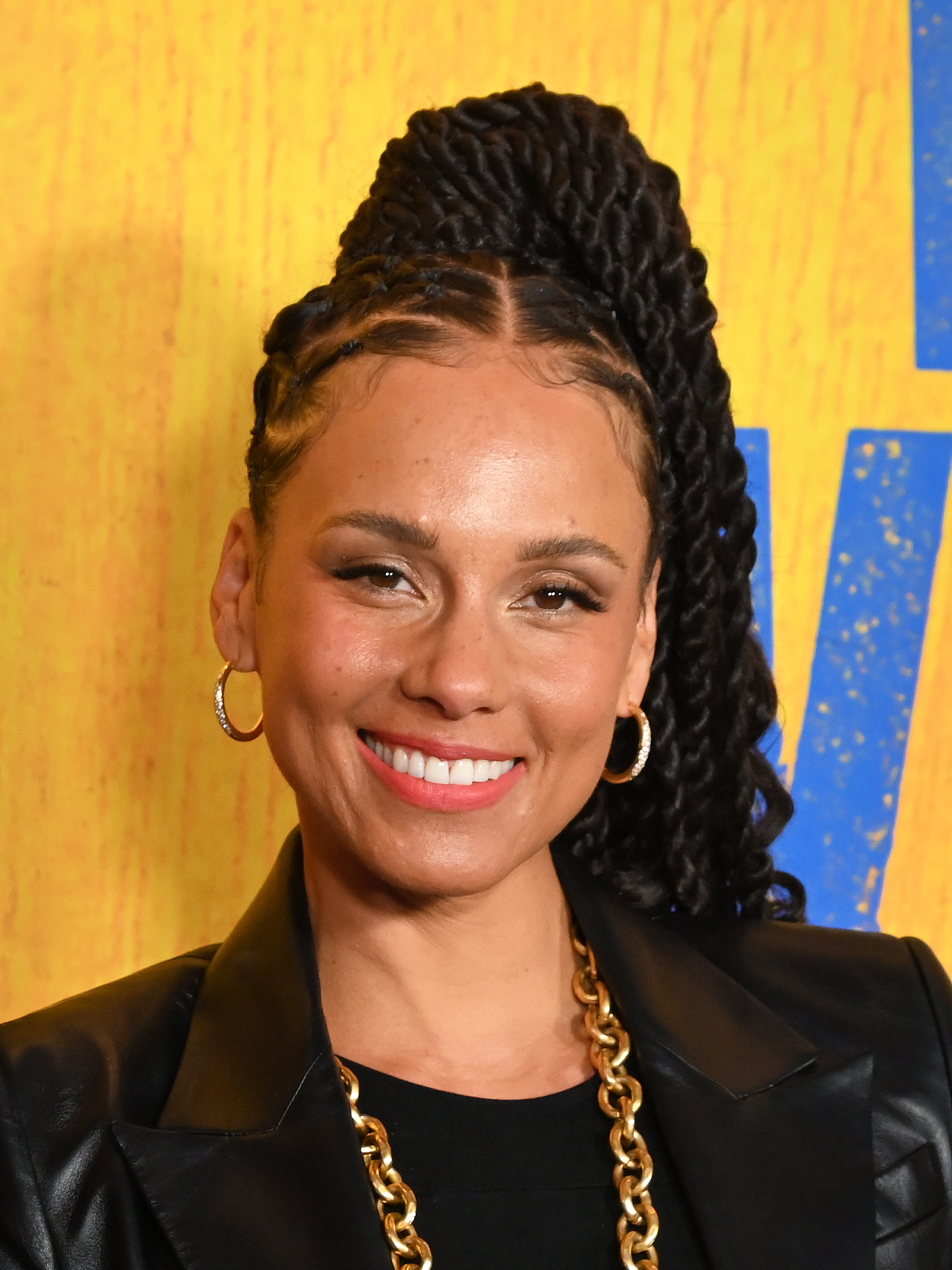
Alicia Keys ( 11 - 12, 14 )
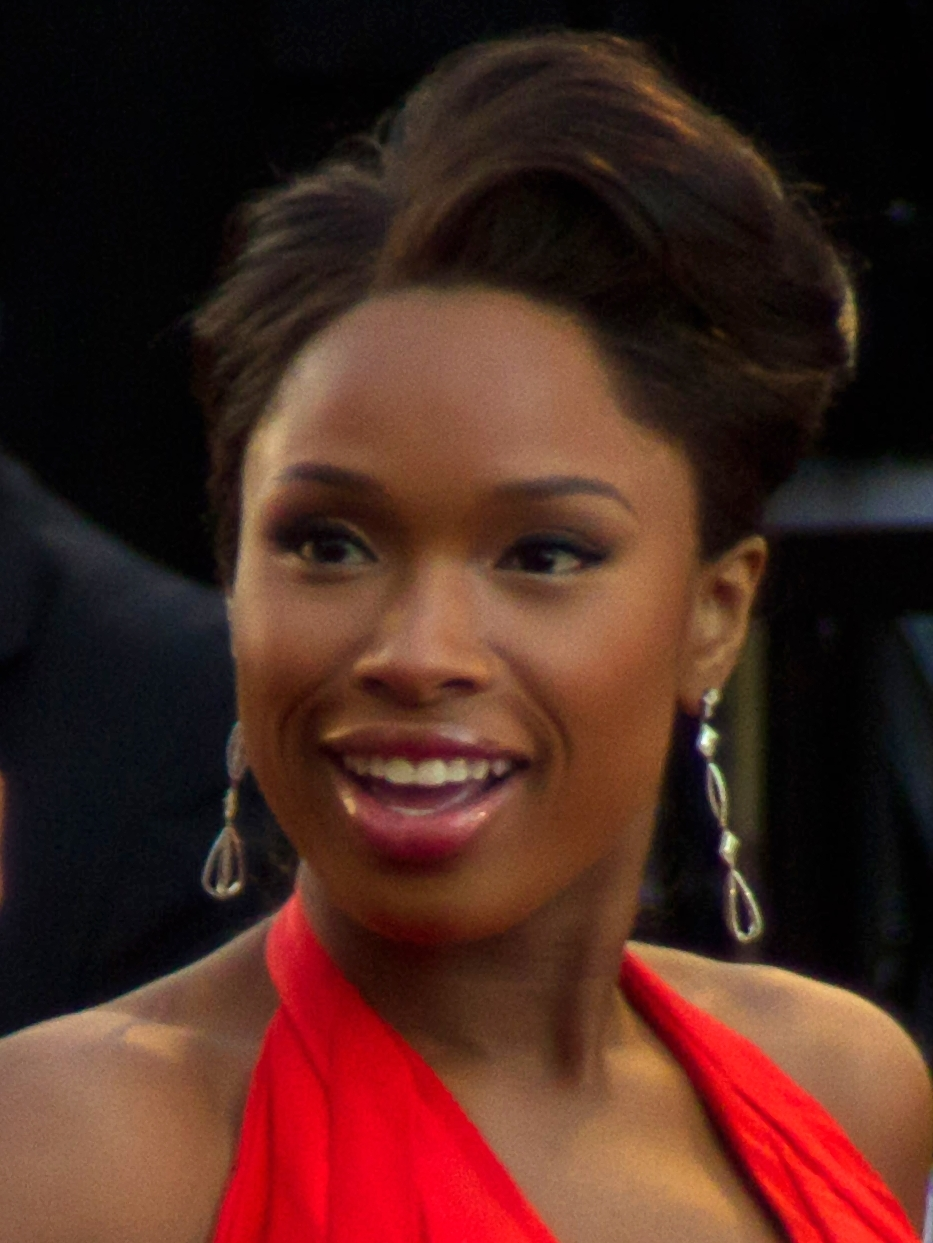
Jennifer Hudson ( 13, 15 )
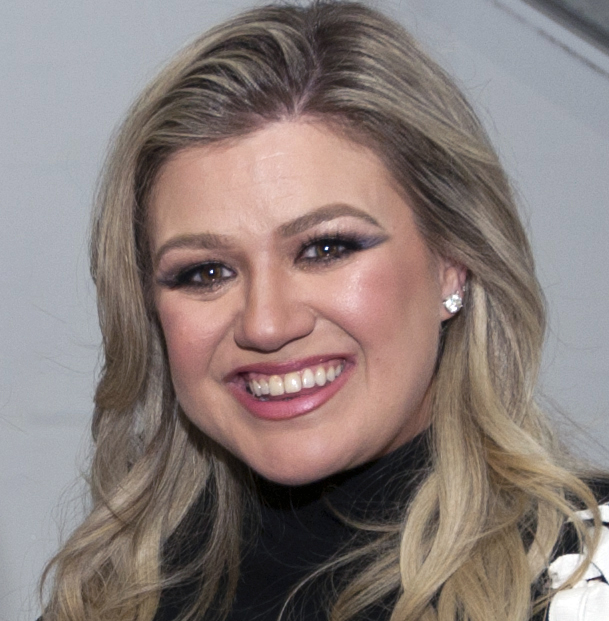
Kelly Clarkson ( 14 - 21, 23 )
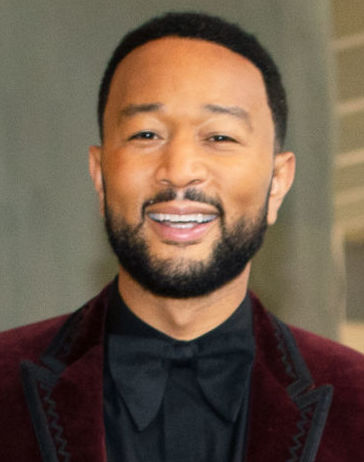
John Legend ( 16 - 22, 24 - 25, 27 )
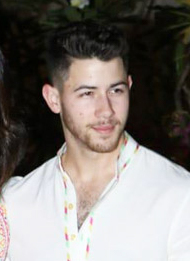
Nick Jonas ( 18 , 20 )
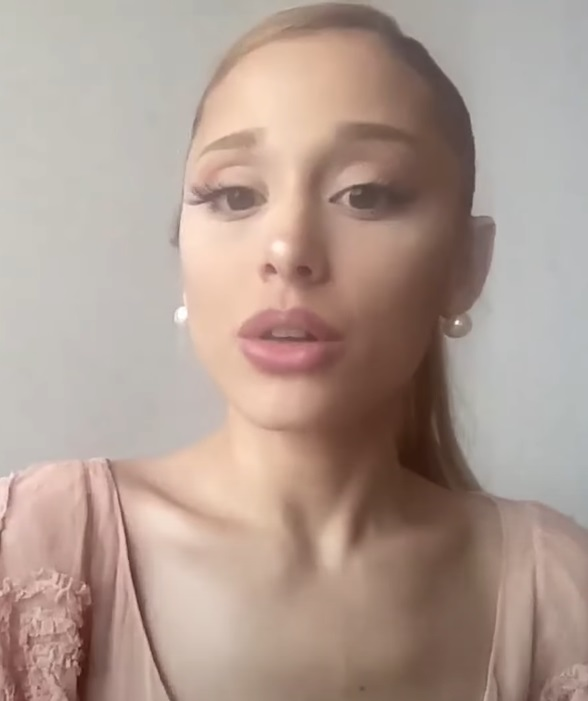
Ariana Grande ( 21 )
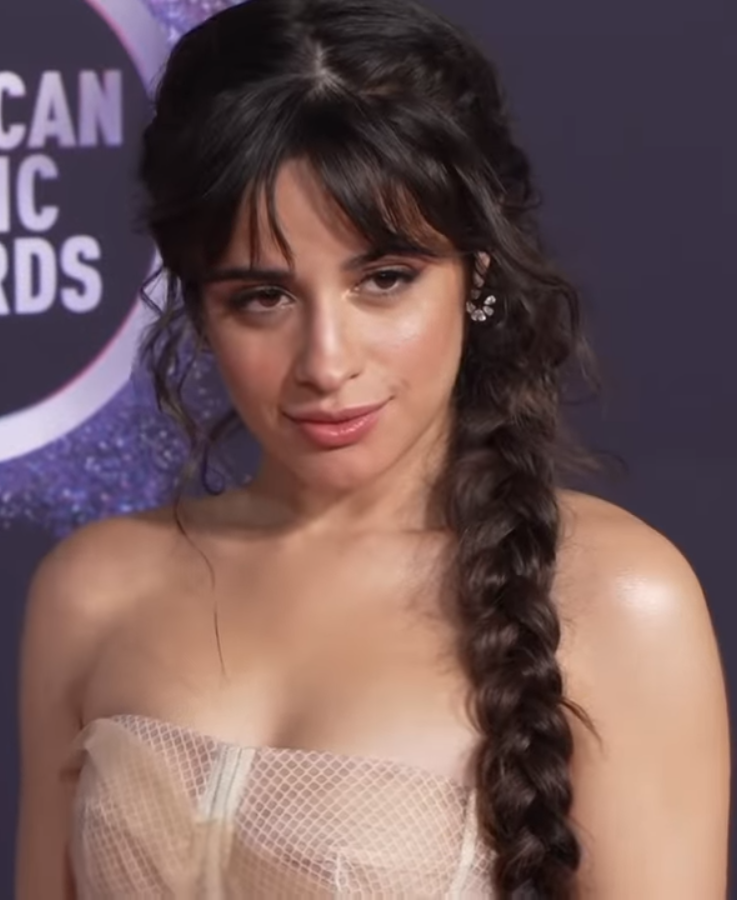
Camila Cabello ( 22 )
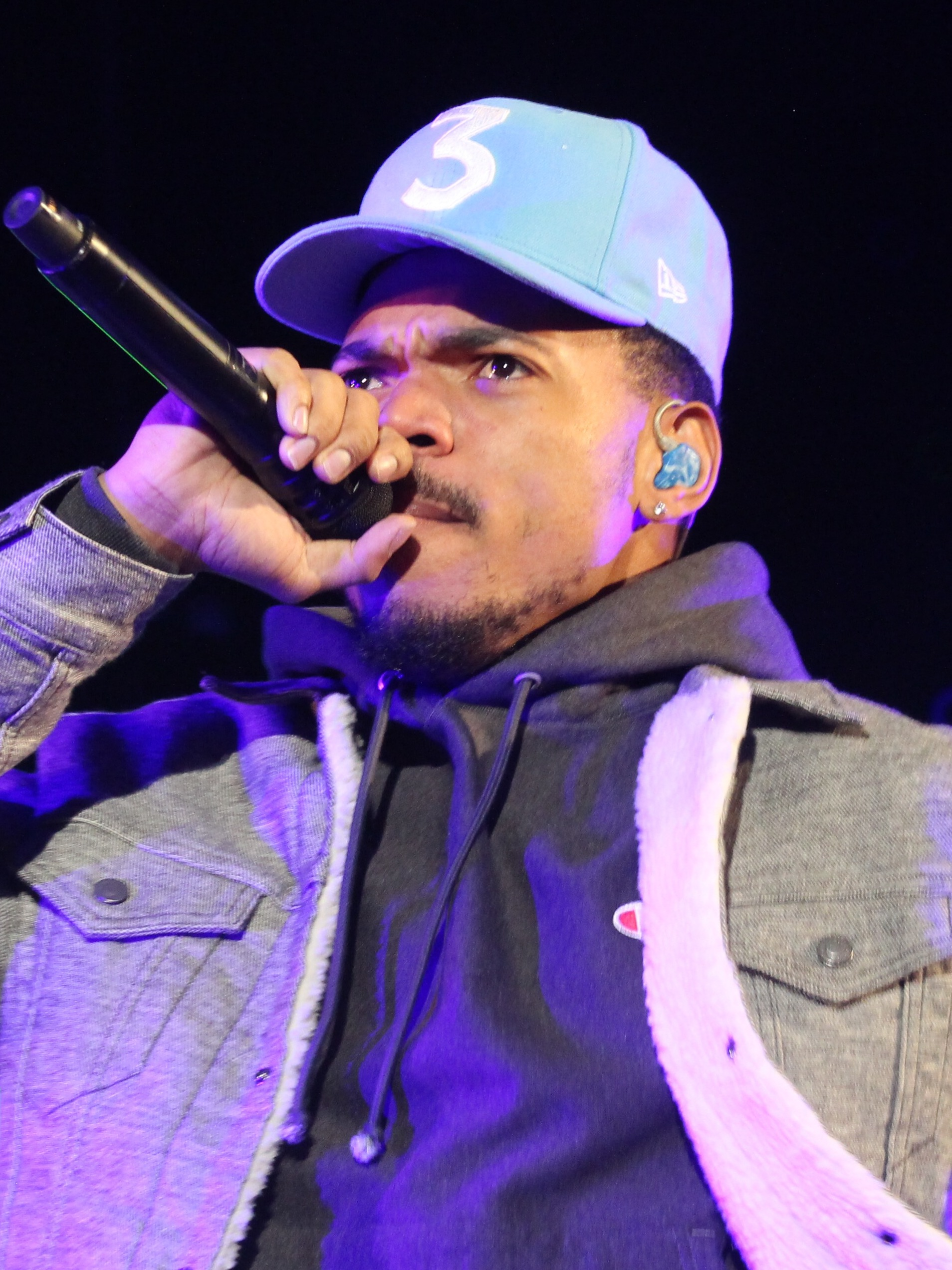
Chance the Rapper ( 23 , 25 )
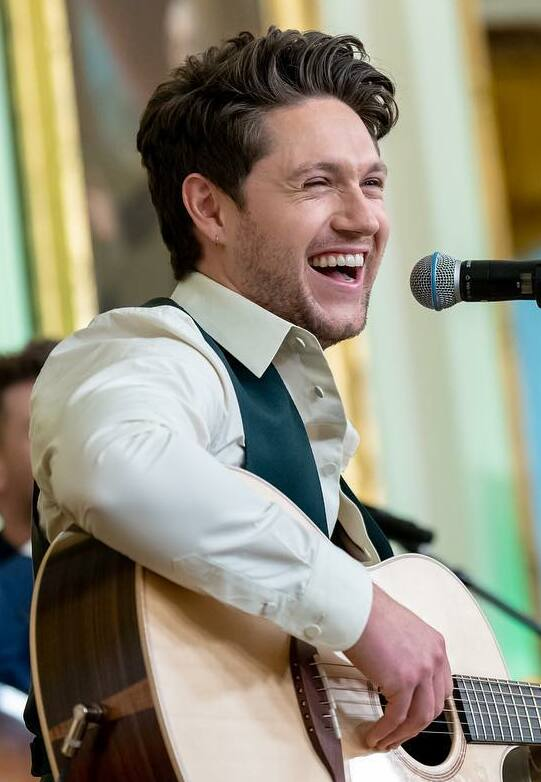
Niall Horan ( 23 - 24, proximo 28)
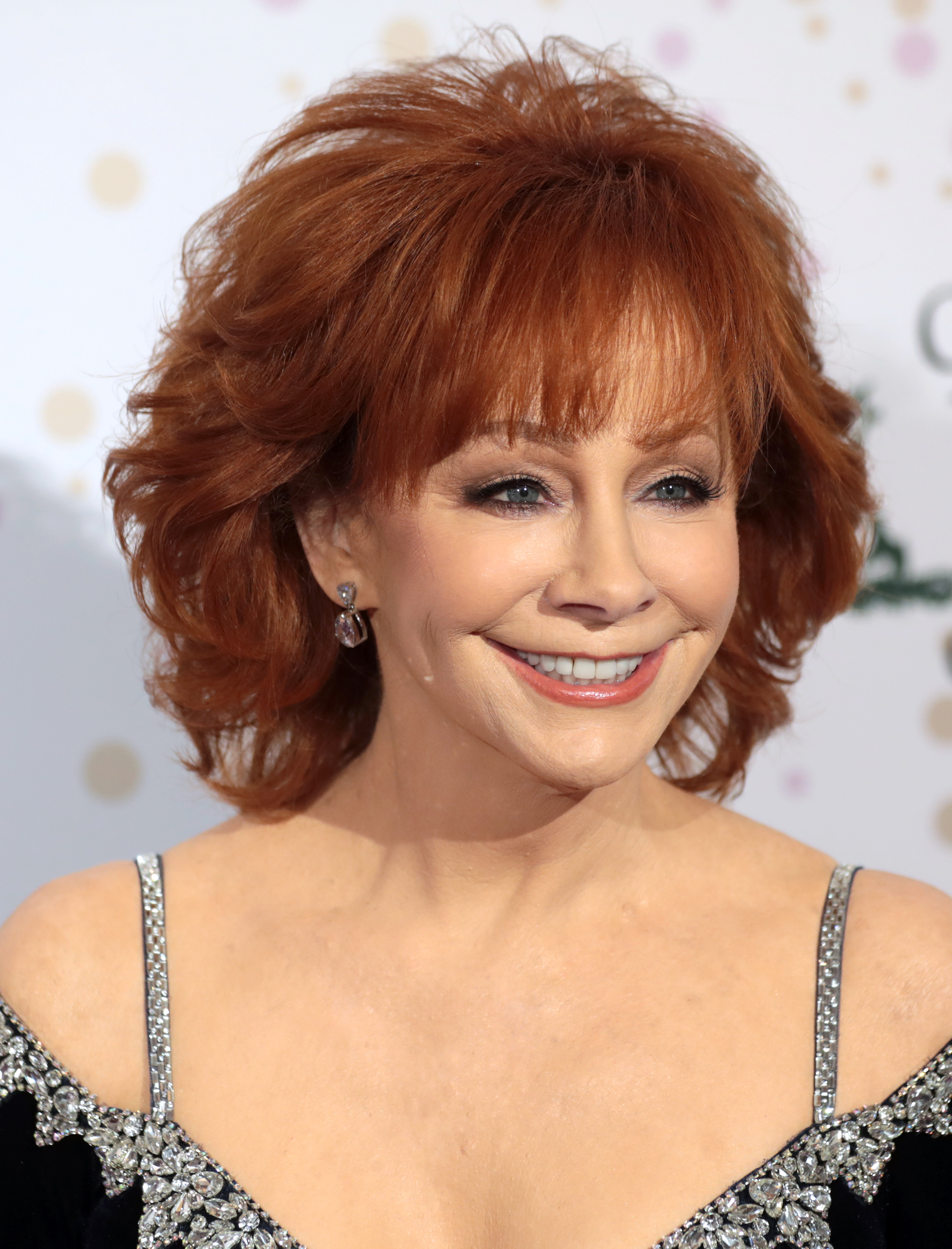
Reba McEntire ( 24 - 26, proximo 28 )
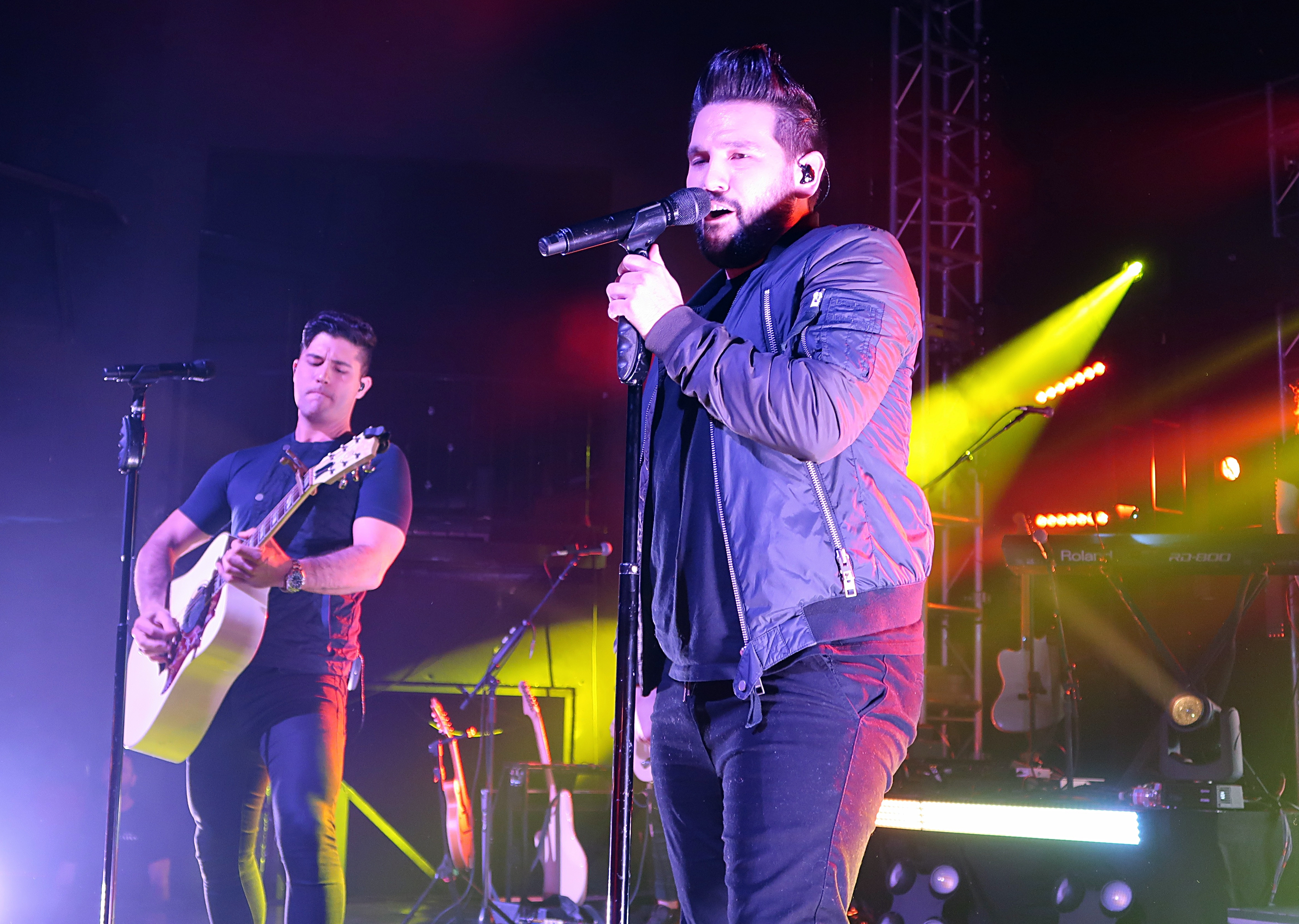
Dan + Shay ( 25 )
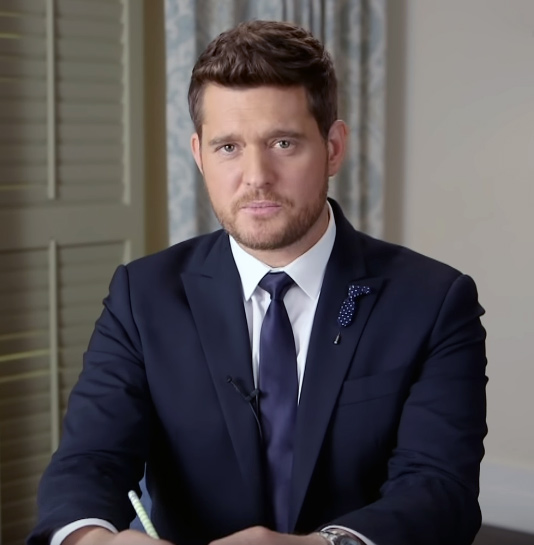
Michael Bublé ( 26 - presente)
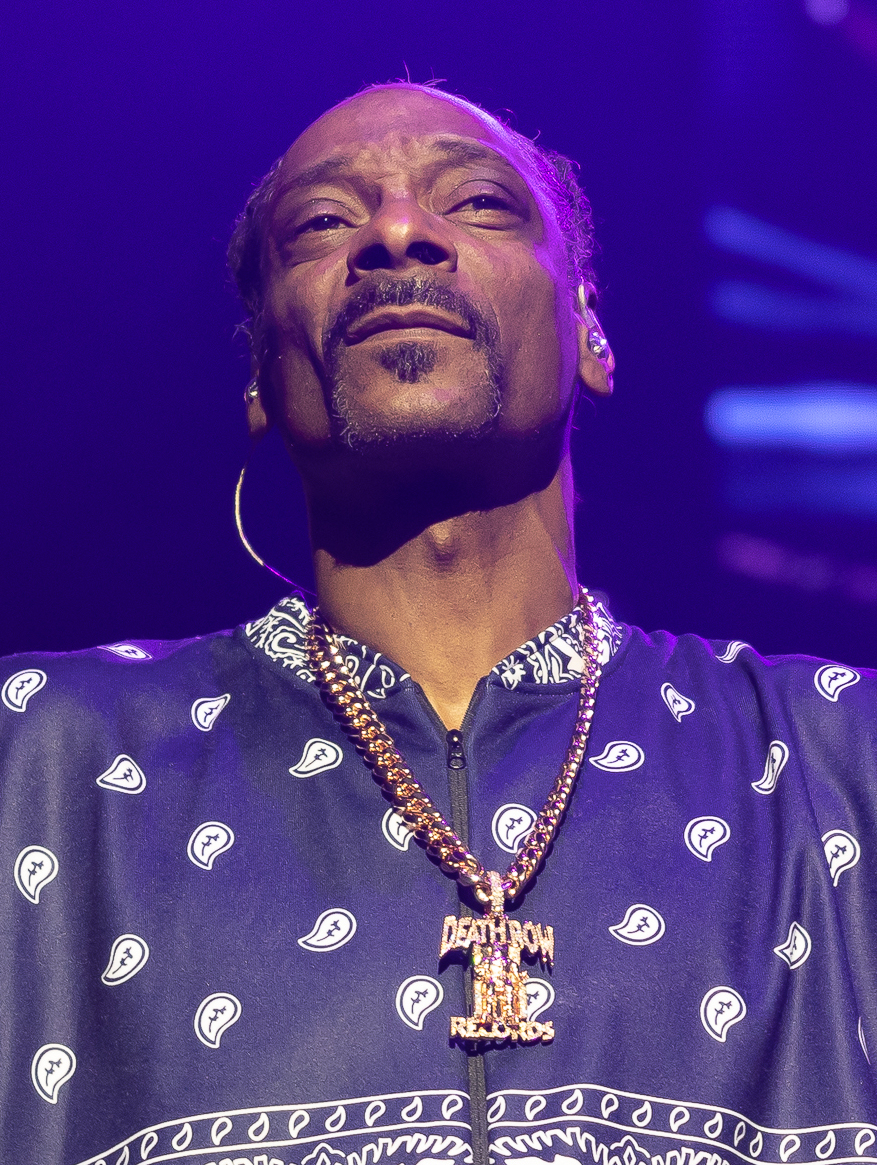
Snoop Dogg ( 26, proximo 28 )
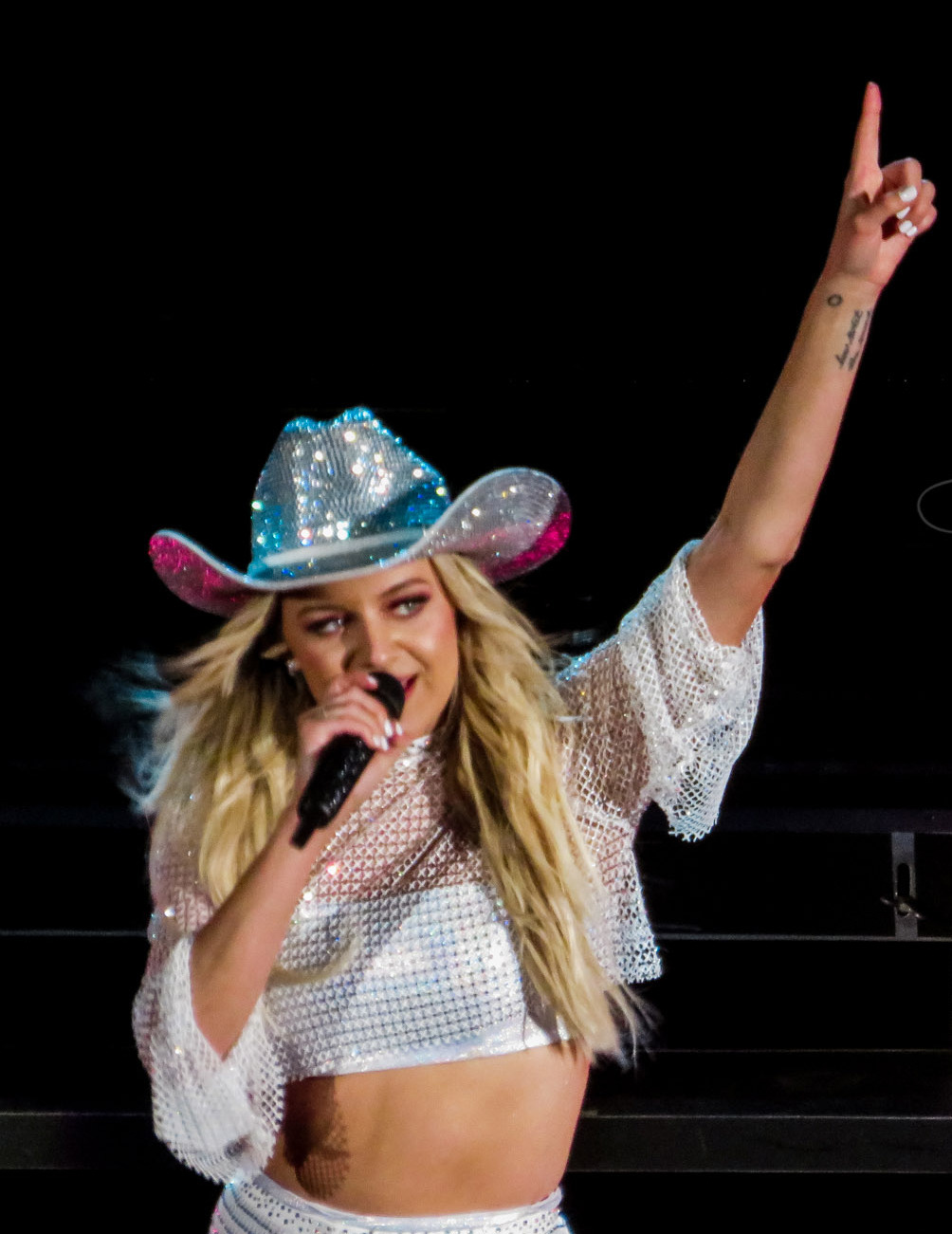
Kelsea Ballerini ( 27 )

| Coach              | Temporadas | Temporadas | Temporadas | Temporadas | Temporadas | Temporadas | Temporadas | Temporadas | Temporadas | Temporadas | Temporadas | Temporadas | Temporadas | Temporadas | Temporadas | Temporadas | Temporadas | Temporadas | Temporadas | Temporadas | Temporadas | Temporadas | Temporadas | Temporadas |
| Coach              | 1          | 2          | 3          | 4          | 5          | 6          | 7          | 8          | 9          | 10         | 11         | 12         | 13         | 14         | 15         | 16         | 17         | 18         | 19         | 20         | 21         | 22         | 23         | 24         |
| ------------------ | ---------- | ---------- | ---------- | ---------- | ---------- | ---------- | ---------- | ---------- | ---------- | ---------- | ---------- | ---------- | ---------- | ---------- | ---------- | ---------- | ---------- | ---------- | ---------- | ---------- | ---------- | ---------- | ---------- | ---------- |
| Blake Shelton      |            |            |            |            |            |            |            |            |            |            |            |            |            |            |            |            |            |            |            |            |            |            |            |            |
| Adam Levine        |            |            |            |            |            |            |            |            |            |            |            |            |            |            |            |            |            |            |            |            |            |            |            |            |
| Christina Aguilera |            |            |            |            |            |            |            |            |            |            |            |            |            |            |            |            |            |            |            |            |            |            |            |            |
| CeeLo Green        |            |            |            |            |            |            |            |            |            |            |            |            |            |            |            |            |            |            |            |            |            |            |            |            |
| Shakira            |            |            |            |            |            |            |            |            |            |            |            |            |            |            |            |            |            |            |            |            |            |            |            |            |
| Usher              |            |            |            |            |            |            |            |            |            |            |            |            |            |            |            |            |            |            |            |            |            |            |            |            |
| Gwen Stefani       |            |            |            |            |            |            |            |            |            |            |            |            |            |            |            |            |            |            |            |            |            |            |            |            |
| Pharrell Williams  |            |            |            |            |            |            |            |            |            |            |            |            |            |            |            |            |            |            |            |            |            |            |            |            |
| Miley Cyrus        |            |            |            |            |            |            |            |            |            |            |            |            |            |            |            |            |            |            |            |            |            |            |            |            |
| Alicia Keys        |            |            |            |            |            |            |            |            |            |            |            |            |            |            |            |            |            |            |            |            |            |            |            |            |
| Jennifer Hudson    |            |            |            |            |            |            |            |            |            |            |            |            |            |            |            |            |            |            |            |            |            |            |            |            |
| Kelly Clarkson     |            |            |            |            |            |            |            |            |            |            |            |            |            |            |            |            |            |            |            |            |            |            |            |            |
| Kelsea Ballerini   |            |            |            |            |            |            |            |            |            |            |            |            |            |            |            |            |            |            |            |            |            |            |            |            |
| John Legend        |            |            |            |            |            |            |            |            |            |            |            |            |            |            |            |            |            |            |            |            |            |            |            |            |
| Bebe Rexha         |            |            |            |            |            |            |            |            |            |            |            |            |            |            |            |            |            |            |            |            |            |            |            |            |
| Nick Jonas         |            |            |            |            |            |            |            |            |            |            |            |            |            |            |            |            |            |            |            |            |            |            |            |            |
| Ariana Grande      |            |            |            |            |            |            |            |            |            |            |            |            |            |            |            |            |            |            |            |            |            |            |            |            |
| Camila Cabello     |            |            |            |            |            |            |            |            |            |            |            |            |            |            |            |            |            |            |            |            |            |            |            |            |
| Chance The Rapper  |            |            |            |            |            |            |            |            |            |            |            |            |            |            |            |            |            |            |            |            |            |            |            |            |
| Niall Horan        |            |            |            |            |            |            |            |            |            |            |            |            |            |            |            |            |            |            |            |            |            |            |            |            |
| Reba McEntire      |            |            |            |            |            |            |            |            |            |            |            |            |            |            |            |            |            |            |            |            |            |            |            |            |

     Coach principal
     Coach temporal
     Coach invitado / ayudante

## Asesores decoaches
Los ayudantes para la Ronda de Batallas, aparecen primeros en la lista.
| Temporada | Adam Levine                    | Cee Lo Green                                           | Christina Aguilera                              | Blake Shelton                   | Ref.                               |
| --------- | ------------------------------ | ------------------------------------------------------ | ----------------------------------------------- | ------------------------------- | ---------------------------------- |
| 1         | Adam Blackstone                | Monica                                                 | Sia                                             | Reba McEntire                   | [ 54 ]                             |
| 2         | Alanis Morissette Robin Thicke | Babyface Ne-Yo                                         | Jewel Lionel Richie                             | Kelly Clarkson Miranda Lambert  | [ 55 ]                             |
| 3         | Mary J. Blige                  | Rob Thomas Jennifer Hudson1 Bill Withers2 Pat Monahan3 | Billie Joe Armstrong Ron Fair1                  | Michael Bublé Scott Hendricks1  | [ 56 ] [ 57 ] [ 58 ]               |
| 4         | Adam Levine                    | Shakira                                                | Usher                                           | Blake Shelton                   | [ 59 ] [ 60 ] [ 61 ] [ 62 ]        |
| 4         | Hillary Scott4                 | Joel Madden Cee Lo Green4                              | Pharrell Williams4 Aakomon Jones5 Taylor Swift6 | Sheryl Crow4                    | [ 59 ] [ 60 ] [ 61 ] [ 62 ]        |
| 5         | Adam Levine                    | Cee Lo Green                                           | Christina Aguilera                              | Blake Shelton                   | [ 63 ]                             |
| 5         | Ryan Tedder                    | Miguel                                                 | Ed Sheeran Jeri Slaughter7                      | Cher                            | [ 63 ]                             |
| 6         | Adam Levine                    | Shakira                                                | Usher                                           | Blake Shelton                   | [ 63 ]                             |
| 6         | Aloe Blacc                     | Miranda Lambert                                        | Jill Scott                                      | The Band Perry                  | [ 63 ]                             |
| 6         | Chris Martin                   |                                                        |                                                 |                                 | [ 63 ]                             |
| 7         | Adam Levine                    | Gwen Stefani                                           | Pharrell Williams                               | Blake Shelton                   | [ 64 ] [ 65 ] [ 66 ] [ 67 ] [ 68 ] |
| 7         | Stevie Nicks Patrick Stump8    | Gavin Rossdale Christina Aguilera8 Jeri Slaughter9     | Alicia Keys Diana Ross8                         | Little Big Town Colbie Caillat8 | [ 64 ] [ 65 ] [ 66 ] [ 67 ] [ 68 ] |
| 7         | Taylor Swift                   |                                                        |                                                 |                                 | [ 64 ] [ 65 ] [ 66 ] [ 67 ] [ 68 ] |
| 8         | Adam Levine                    | Pharrell Williams                                      | Christina Aguilera                              | Blake Shelton                   |                                    |
| 8         | Ellie Goulding Reba McEntire10 | Lionel Richie Reba McEntire10                          | Nick Jonas Reba McEntire10                      | Meghan Trainor Reba McEntire10  |                                    |
| 8         | Nate Ruess                     |                                                        |                                                 |                                 |                                    |
| 9         | Adam Levine                    | Gwen Stefani                                           | Pharrell Williams                               | Blake Shelton                   |                                    |
| 9         | John Fogerty                   | Selena Gomez                                           | Missy Elliott                                   | Brad Paisley                    |                                    |
| 9         | Rihanna                        |                                                        |                                                 |                                 |                                    |
| 10        | Adam Levine                    | Pharrell Williams                                      | Christina Aguilera                              | Blake Shelton                   |                                    |
| 10        | Tori Kelly                     | Diddy                                                  | Patti LaBelle                                   | Gwen Stefani                    |                                    |
| 10        | Miley Cyrus                    |                                                        |                                                 |                                 |                                    |
| 11        | Adam Levine                    | Miley Cyrus                                            | Alicia Keys                                     | Blake Shelton                   |                                    |
| 11        | Sammy Hagar                    | Joan Jett                                              | Charlie Puth                                    | Bette Milder                    |                                    |
| 11        | Tim McGraw y Faith Hill        |                                                        |                                                 |                                 |                                    |
| 12        | Adam Levine                    | Gwen Stefani                                           | Alicia Keys                                     | Blake Shelton                   |                                    |
| 12        | John Legend                    | Celine Dion                                            | DJ Khaled                                       | Luke Bryan                      |                                    |
| 12        | Shania Twain                   |                                                        |                                                 |                                 |                                    |
| 13        | Adam Levine                    | Miley Cyrus                                            | Jennifer Hudson                                 | Blake Shelton                   |                                    |
| 13        | Joe Jonas                      | Billy Ray Cyrus                                        | Kelly Rowland                                   | Rascal Flatts                   |                                    |
| 13        | Kelly Clarkson                 |                                                        |                                                 |                                 |                                    |
| 14        | Adam Levine                    | Alicia Keys                                            | Kelly Clarkson                                  | Blake Shelton                   |                                    |
| 14        | Julia Michaels                 | Shawn Mendes                                           | Hailee Steinfeld                                | Trace Adkins                    |                                    |
| 14        |                                |                                                        |                                                 |                                 |                                    |
| 15        | Adam Levine                    | Kelly Clarkson                                         | Jennifer Hudson                                 | Blake Shelton                   |                                    |
| 15        | Cee Lo                         | Thomas Rhett                                           | Halsey                                          | Keith Urban                     |                                    |
| 15        | Mariah Carey                   |                                                        |                                                 |                                 |                                    |
| 16        | Adam Levine                    | John Legend                                            | Kelly Clarkson                                  | Blake Shelton                   |                                    |
| 16        | Charlie Puth                   | Khalid                                                 | Kelsea Ballerini                                | Brooks & Dunn                   |                                    |
| 16        |                                |                                                        |                                                 |                                 |                                    |
| 17        | Kelly Clarkson                 | Gwen Stefani                                           | John Legend                                     | Blake Shelton                   |                                    |
| 17        | Normani                        | will.i.am                                              | Usher                                           | Darius Rucker                   |                                    |
| 17        | Taylor Swift                   |                                                        |                                                 |                                 |                                    |
| 18        | Kelly Clarkson                 | Nick Jonas                                             | John Legend                                     | Blake Shelton                   |                                    |
| 18        | Dua Lipa                       | Jonas Brothers                                         | Ella Mai                                        | Bebe Rexha                      |                                    |
| 18        | James Taylor                   |                                                        |                                                 |                                 |                                    |
| 19        | Kelly Clarkson                 | Gwen Stefani                                           | John Legend                                     | Blake Shelton                   |                                    |
| 19        | Leon Bridges                   | Julia Michaels                                         | Miguel                                          | Kane Brown                      |                                    |
| 19        | Usher                          |                                                        |                                                 |                                 |                                    |
| 20        | Kelly Clarkson                 | John Legend                                            | Nick Jonas                                      | Blake Shelton                   |                                    |
| 20        | Luis Fonsi                     | Brandy Norwood                                         | Darren Criss                                    | Dan + Shay                      |                                    |
| 20        | Snoop Dogg                     |                                                        |                                                 |                                 |                                    |
| 21        | Kelly Clarkson                 | John Legend                                            | Ariana Grande                                   | Blake Shelton                   |                                    |
| 21        | Jason Aldean                   | Camila Cabello                                         | Kristin Chenoweth                               | Dierks Bentley                  |                                    |
| 21        | Ed Sheeran                     |                                                        |                                                 |                                 |                                    |
| 22        | John Legend                    | Gwen Stefani                                           | Camila Cabello                                  | Blake Shelton                   |                                    |
| 22        | Jazmine Sullivan               | Sean Paul                                              | Charlie Puth                                    | Jimmie Allen                    |                                    |
| 22        |                                |                                                        |                                                 |                                 |                                    |
| 23        | Kelly Clarkson                 | Chance the Rapper                                      | Niall Horan                                     | Blake Shelton                   |                                    |
| 23        |                                |                                                        |                                                 |                                 |                                    |
| 23        | Reba McEntire                  |                                                        |                                                 |                                 |                                    |
| 24        | John Legend                    | Gwen Stefani                                           | Niall Horan                                     | Reba McEntire                   |                                    |
| 24        | Wynonna Judd                   |                                                        |                                                 |                                 |                                    |
| 24        | Chance the Rapper              |                                                        |                                                 |                                 |                                    |

Notas
1. Nota 1: Durante la semana de las actuaciones del Top 10, Cee Lo, Christina y Blake llevaron a Jennifer Hudson, Ron Fair, y Scott Hendricks respectivamente, como ayudantes para su equipo.
2. Nota 2: Durante la semana de las actuaciones del Top 8, Cee Lo llevó a Bill Withers para ayudar a su concursante, Nicholas David, en la preparación de la canción "Lean on Me."
3. Nota 3: Debido a estar enfermo en los ensayos del Top 6, Cee Lo puso a Pat Monahan en su lugar de entrenador por esa semana. Green sin embargo, fue quien asignó las canciones a cada concursante, y se mantuvo en contacto telefónico con cada uno de ellos.
4. Nota 4: Los mentores de la Ronda de Batallas volvieron a participar como ayudantes del Top 10, excepto por Joel Madden quien se encontraba trabajando en The Voice en Australia. Shakira, en el lugar de Madden, llevó a Cee Lo Green para ayudar a su equipo.
5. Nota 5: Durante la semana de las actuaciones del Top 12, Usher llevó a su coreógrafo Aakomon Jones para ayudar a su equipo.
6. Nota 6: Durante la semana de las actuaciones del Top 6, Taylor Swift asistió al ensayo de Michelle Chamuel, quien cantaría "I Knew You Were Trouble".
7. Nota 7: Durante la semana de las actuaciones del Top 8, Christina Aguilera llevó a su coreógrafo Jeri Slaughter para ayudar a su equipo.
8. Nota 8: Durante la semana de las actuaciones del Top 10, los jueces llevaron mentores para ayudar sus equipos.
9. Nota 9: Durante la semana de las actuaciones del Top 8, Gwen Stefani llevó a su coreógrafo Jeri Slaughter para ayudar a su equipo.
10. Nota 10: Durante la semana de las actuaciones del Top 12, los jueces fueron ayudados por la cantante Reba McEntire.

## Equipos de loscoaches
- Estos son cada uno de los equipos de los coaches a lo largo de las temporadas desde las repescas hasta la final.
- coach ganador; los ganadores se indican en negrita.
- † El concursante ha fallecido.

| Temporada | Equipo Adam                                                                           | Equipo CeeLo                                                                                       | Equipo Christina                                                                         | Equipo Blake                                                                                             |
| --------- | ------------------------------------------------------------------------------------- | -------------------------------------------------------------------------------------------------- | ---------------------------------------------------------------------------------------- | --- |
| 1         | Javier Colon Casey Weston Devon Barley Jeff Jenkins                                   | Vicci Martinez Nakia Curtis Grimes The Thompson Sisters                                            | Beverly McClellan † Frenchie Davis Raquel Castro Lily Elise                              | Dia Frampton Xenia Jared Blake Patrick Thomas                                                            |
| 2         | Tony Lucca Katrina Parker Mathai Pip Karla Davis Kim Yarbrough                        | Juliet Simms Jamar Rogers Cheesa James Massone Erin Martin Tony Vincent                            | Chris Mann Lindsey Pavao Ashley de La Rosa Jesse Campbell Moses Stone Sera Hill          | Jermaine Paul Erin Willett RaeLynn Jordis Unga Charlotte Sometimes Naia Kete                             |
| 3         | Amanda Brown Melanie Martinez Bryan Keith Loren Allred Joselyn Rivera                 | Nicholas David Trevin Hunte Cody Belew MacKenzie Bourg Diego Val                                   | Dez Duron Sylvia Yacoub Adriana Louise De'Borah Devyn DeLoera                            | Cassadee Pope Terry McDermott Michaela Paige Julio Cesar Castillo Liz Davis                              |
| 4         | Equipo Adam                                                                           | Equipo Shakira                                                                                     | Equipo Usher                                                                             | Equipo Blake                                                                                             |
| 4         | Amber Carrington Judith Hill Sarah Simmons Caroline Glaser                            | Sasha Allen Kris Thomas Garrett Gardner Karina Iglesias                                            | Michelle Chamuel Josiah Hawley VEDO Cáthia                                               | Danielle Bradbery The Swon Brothers Holly Tucker Justin Rivers                                           |
| 5         | Equipo Adam                                                                           | Equipo CeeLo                                                                                       | Equipo Christina                                                                         | Equipo Blake                                                                                             |
| 5         | Tessanne Chin Will Champlin James Wolpert Grey Preston Pohl                           | Caroline Pennell Kat Robichaud Jonny Gray Tamara Chauniece Amber Nicole                            | Jacquie Lee Matthew Schuler Josh Logan Olivia Henken Stephanie Anne Johnson              | Cole Vosbury Ray Boundreaux Austin Jenckes Nic Hawk Shelbie Z                                            |
| 6         | Equipo Adam                                                                           | Equipo Shakira                                                                                     | Equipo Usher                                                                             | Equipo Blake                                                                                             |
| 6         | Christina Grimmie † Kat Perkins Delvin Choice Jake Barker Morgan Wallen               | Kristen Merlin Tess Boyer Dani Moz Deja Hall Patrick Thomson                                       | Josh Kaufman Bria Kelly T.J. Wilkins Melissa Jiménez Stevie Jo                           | Jake Worthington Sisaundra Lewis Audra McLaughlin Ryan Whyte Maloney Madilyn Paige                       |
| 7         | Equipo Adam                                                                           | Equipo Gwen                                                                                        | Equipo Pharrell                                                                          | Equipo Blake                                                                                             |
| 7         | Matt McAndrew Chris Jamison Damien Lawson Mia Pfirrman Taylor Phelan                  | Taylor John Williams Ryan Sill Anita Antoinette Ricky Manning Bryana Salaz                         | DaNica Shirey Luke Wade Sugar Joans Jean Kelley Elyjuh René                              | Craig Wayne Boyd Reagan James Jessie Pitts Taylor Brashears James David Carter                           |
| 8         | Equipo Adam                                                                           | Equipo Pharrell                                                                                    | Equipo Christina                                                                         | Equipo Blake                                                                                             |
| 8         | Joshua Davis Deanna Johnson Brian Johnson Tonya Boyd-Cannon Nathan Hermida            | Sawyer Fredericks Koryn Hawthorne Mia Z Caitlin Caporale Lowell Oakley                             | India Carney Kimberly Nichole Rob Taylor Lexi Dávila Sonic                               | Meghan Linsey Hannah Kirby Corey Kent White Brooke Adee Sarah Potenza                                    |
| 9         | Equipo Adam                                                                           | Equipo Gwen                                                                                        | Equipo Pharrell                                                                          | Equipo Blake                                                                                             |
| 9         | Jordan Smith Shelby Brown Amy Vachal Blaine Mitchell Chance Peña Keith Semple         | Jeffery Austin Braiden Sunshine Korin Bukowski Viktor Király Ellie Lawrence Regina Love            | Madi Davis Evan McKeel Mark Hood Celeste Betton Riley Biederer Darius Scott              | Emily Ann Roberts Barrett Baber Zach Seabaugh Ivonne Acero Morgan Frazier Nadjah Nicole                  |
| 10        | Equipo Adam                                                                           | Equipo Pharrell                                                                                    | Equipo Christina                                                                         | Equipo Blake                                                                                             |
| 10        | Laith Al-Saadi Shalyah Fearing Owen Danoff Caroline Burns Nate Butler Brian Nhira     | Hannah Huston Daniel Passino Emily Keener Lacy Mandigo Moushumi Caity Peters                       | Alisan Porter Bryan Bautista Nick Hagelin Tamar Davis Kata Hay Ryan Quinn                | Adam Wakefield Mary Sarah Paxton Ingram Katie Basden Joe Maye Justin Whisnant                            |
| 11        | Equipo Adam                                                                           | Equipo Miley                                                                                       | Equipo Alicia                                                                            | Equipo Blake                                                                                             |
| 11        | Billy Gilman Josh Gallagher Brendan Fletcher Riley Elmore Simone Gundy                | Ali Caldwell Aaron Gibson Darby Walker Sophia Urista Belle Jewel                                   | Wé McDonald Christian Cuevas Sa'Rayah Kylie Rothfield Josh Halverson                     | Sundance Head Austin Allsup Courtney Harrell Dana Harper Jason Warrior                                   |
| 12        | Equipo Adam                                                                           | Equipo Gwen                                                                                        | Equipo Alicia                                                                            | Equipo Blake                                                                                             |
| 12        | Jesse Larson Lilli Passero Mark Isaiah Hanna Eyre Johnny Hayes Josh West              | Brennley Brown Hunter Plake Troy Ramey Johnny Gates JChosen Quizz Swanigan                         | Chris Blue Vanessa Ferguson Stephanie Rice Jack Cassidy Ashley Levin Anatalia Villaranda | Lauren Duski Aliyah Moulden TSoul Casi Joy Aaliyah Rose Felicia Temple                                   |
| 13        | Equipo Adam                                                                           | Equipo Miley                                                                                       | Equipo Jennifer                                                                          | Equipo Blake                                                                                             |
| 13        | Addison Agen Adam Cunningham Jon Mero Anthony Alexander Whitney Fenimore Emily Luther | Brooke Simpson Ashland Craft Janice Freeman † Moriah Formica Adam Pearce Karli Webster             | Noah Mac Davon Fleming Shi'Ann Jones Lucas Holliday Hannah Mrozak Chris Weaver           | Chloe Kohanski Red Marlow Keisha Renee Mitchell Lee Natalie Stovall Esera Tuaolo                         |
| 14        | Equipo Adam                                                                           | Equipo Alicia                                                                                      | Equipo Kelly                                                                             | Equipo Blake                                                                                             |
| 14        | Rayshun LaMarr Jackie Verna Sharane Calister Mia Boostrom Drew Cole Reid Umstattd     | Britton Buchanan Jackie Foster Christiana Danielle Johnny Bliss Terrence Cunningham Kelsea Johnson | Brynn Cartelli Kaleb Lee D.R. King Alexa Cappelli Dylan Hartigan Tish Haynes Keys        | Kyla Jade Spensha Baker Pryor Baird Gary Edwards Austin Giorgio WILKES                                   |
| 15        | Equipo Adam                                                                           | Equipo Kelly                                                                                       | Equipo Jennifer                                                                          | Equipo Blake                                                                                             |
| 15        | Reagan Strange DeAndre Nico Tyke James Kameron Marlowe Steve Memmolo RADHA            | Chevel Shepherd Sarah Grace Kymberli Joye Lynnea Moorer Abby Cates Keith Paluso Zaxai              | Kennedy Holmes MaKenzie Thomas SandyRedd Patrique Fortson Colton Smith Franc West        | Chris Kroeze Kirk Jay Dave Fenley Funsho Natasia GreyCloud Michael Lee                                   |
| 16        | Equipo Adam                                                                           | Equipo Legend                                                                                      | Equipo Kelly                                                                             | Equipo Blake                                                                                             |
| 16        | LB Crew Mari Betsy Ade Domenic Haynes Kalvin Jarvis                                   | Maelyn Jarmon Shawn Sounds Celia Babini Jacob Maxwell Jimmy Mowery Lisa Ramey                      | Rod Stokes Jej Vinson Rebecca Howell Matthew Johnson Abby Kasch Presley Tennant          | Gyth Rigdon Dexter Roberts Andrew Sevener Kim Cherry Carter Lloyd Horne Oliv Blu Kendra Checketts Selkii |
| 17        | Equipo Kelly                                                                          | Equipo Gwen                                                                                        | Equipo Legend                                                                            | Equipo Blake                                                                                             |
| 17        | Jake Hoot Hello Sunday Shane Q Max Boyle Damali Gutierrez                             | Rose Short Joana Martinez Myracle Holloway Jake HaldenVang Kyndal Inskeep                          | Katie Kadan Will Breman Marybeth Byrd Alex Guthrie Khalea Lynee                          | Ricky Duran Kat Hammock Cali Wilson Gracee Shriver Ricky Braddy                                          |
| 18        | Equipo Kelly                                                                          | Equipo Nick                                                                                        | Equipo Legend                                                                            | Equipo Blake                                                                                             |
| 18        | Micah Iverson Megan Danielle Cedrice Mandi Thomas                                     | Thunderstorm Artis Allegra Miles Michael Williams Roderick Chambers Arei Moon                      | CammWess Zan Fiskum Mandi Castillo Mike Jerel                                            | Todd Tilghman Toneisha Harris Joanna Serenko Joei Fulco                                                  |
| 19        | Equipo Kelly                                                                          | Equipo Gwen                                                                                        | Equipo Legend                                                                            | Equipo Blake                                                                                             |
| 19        | DeSz Cami Clune Tanner Gomes Madeline Consoer                                         | Carter Rubin Ben Allen Payge Turner Joseph Soul                                                    | John Holiday Tamara Jade Bailey Rae Chloé Hogan                                          | Jim Ranger Ian Flanigan Worth The Wait Sid Kingsley Taryn Papa                                           |
| 20        | Equipo Kelly                                                                          | Equipo Legend                                                                                      | Equipo Nick                                                                              | Equipo Blake                                                                                             |
| 20        | Kenzie Wheeler Corey Ward Gihanna Zoë Zae Romeo                                       | Victor Solomon Pia Renee Ryleigh Modig Zania Alaké                                                 | Rachel Mac Dana Monique Jose Figueroa Jr. Devan Blake Jones Andrew Marshall              | Cam Anthony Jordan Matthew Young Pete Mroz Anna Grace                                                    |
| 21        | Equipo Kelly                                                                          | Equipo Legend                                                                                      | Equipo Ariana                                                                            | Equipo Blake                                                                                             |
| 21        | Girl Named Tom Hailey Mia Jeremy Rosado Gymani Katie Rae                              | Jershika Maple Joshua Vacanti Shadale Samuel Harness David Vogel                                   | Jim & Sasha Allen Holly Forbes Ryleigh Plank Bella DeNapoli Vaughn Mugol Raquel Trinidad | Wendy Moten Paris Winningham Lana Scott Peedy Chavis Libianca                                            |
| 22        | Equipo Legend                                                                         | Equipo Gwen                                                                                        | Equipo Camila                                                                            | Equipo Blake                                                                                             |
| 22        | Omar Jose Cardona Parijita Bastola Kim Cruse Sasha Hurtado                            | Justin Aaron Kique Alyssa Witrado Kevin Hawkins                                                    | Morgan Myles Devix Eric Who Kate Kalvach                                                 | Bryce Leatherwood bodie Brayden Lape Rowan Grace                                                         |
| 23        | Equipo Kelly                                                                          | Equipo Chance                                                                                      | Equipo Niall                                                                             | Equipo Blake                                                                                             |
| 23        | D.Smooth Holly Brand ALI Cait Martin Neil Salsich                                     | Sorelle Ray Uriel Kala Banham Jamar Langley Manasseh Samone                                        | Gina Miles Ryley Tate Wilson Michael B. Ross Clayton Tasha Jessen                        | Grace West NOIVAS Rachel Christine Mary Kate Connor Kylee Dayne                                          |
| 24        | Equipo Legend                                                                         | Equipo Gwen                                                                                        | Equipo Niall                                                                             | Equipo Reba                                                                                              |
| 24        | Lila Forde Mac Royals Azán Kristen Brown Taylor Deneen Kaylee Shimizu                 | Bias Tanner Massey Kara Tenae Rudi Stee Lennon VanderDoes                                          | Huntley Mara Justine Nini Iris Claudia B. Julia Roome Alexa Wildish                      | Ruby Leigh Jacquie Roar Jordan Rainer Ms. Monét Noah Spencer Tom Nitti                                   |